# Sultan Hosein

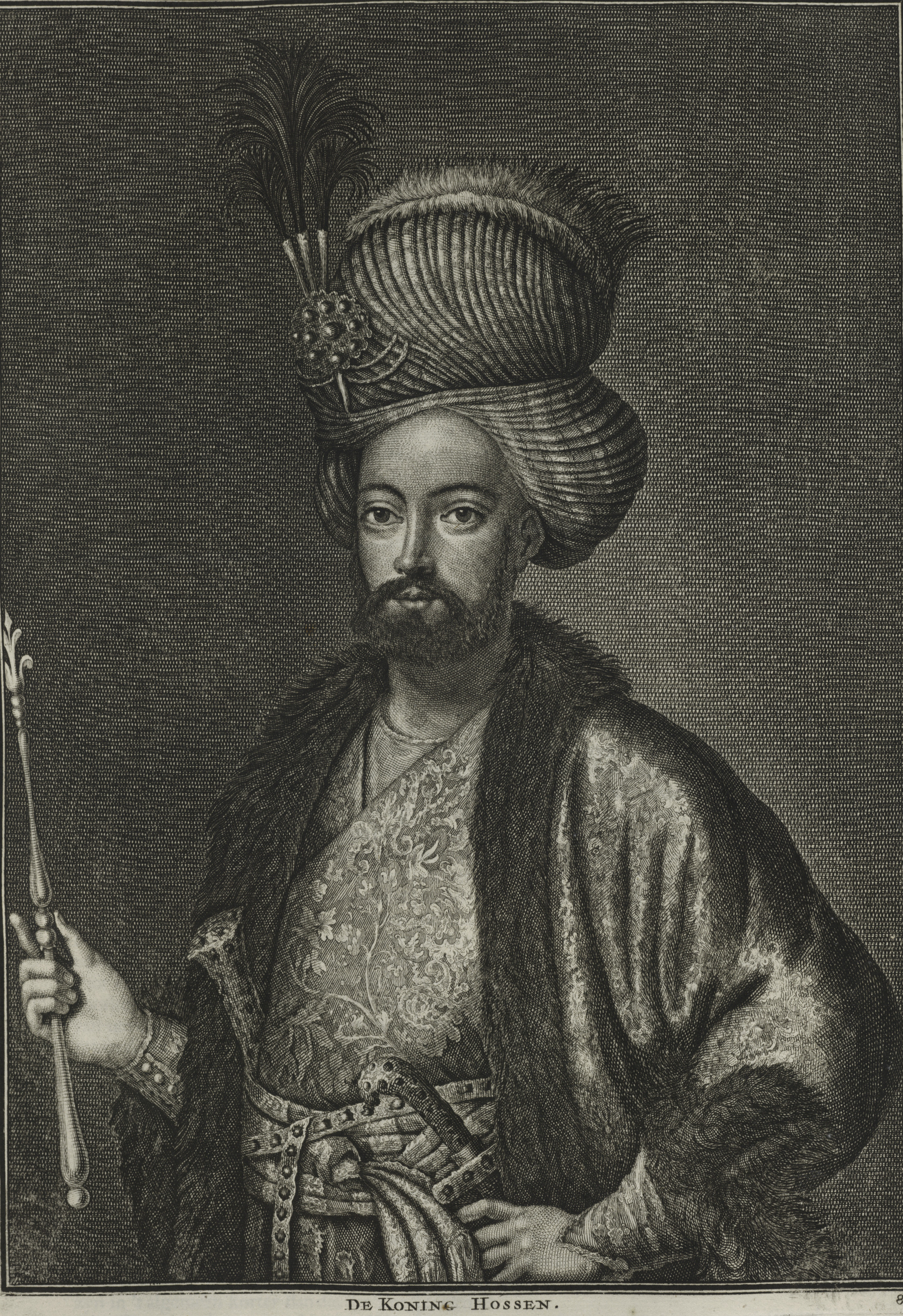
Hosayn (1705)

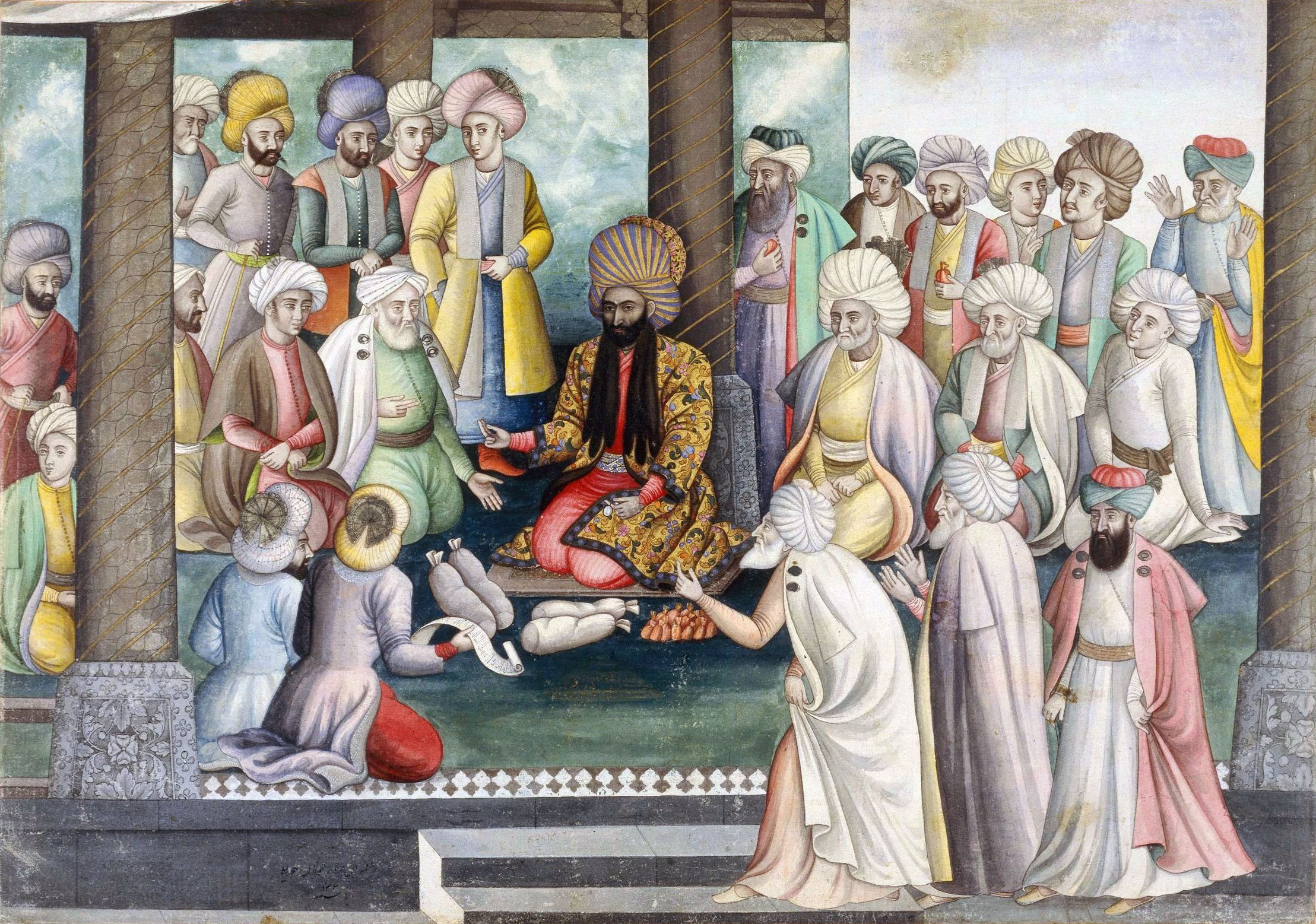
Hosayn (1721, British Museum)

Sultan Hosein, auch bekannt als Sultan Hosayn oder Schāh Soltān Hoseyn (* 1668; † 1726), war der letzte safawidische Schah Irans. Er herrschte von 1694 bis zu seinem Sturz 1722 durch afghanische Rebellen. Während seiner Herrschaft zerfiel die Safawidendynastie, die Iran seit Beginn des 16. Jahrhunderts beherrschte.

## Frühe Herrschaft
Als sein Vater Safi II. (oder auch Suleiman I. genannt) auf seinem Sterbebett lag, fragte er seine Hofeunuchen, wen sie von seinen zwei Söhnen als Nachfolger wählen wollten. Er sagte, wenn sie Frieden und Ruhe wollen, sollen sie den älteren Sultan Hosein wählen, aber wenn sie das Reich noch stärker haben wollen, sollen sie den jüngeren Sohn Abbas wählen. Sie entschieden sich für Hosein. Er hatte den Ruf bequem zu sein und hatte wenig Interesse an politischen Angelegenheiten. Sein Spitzname war Yachschidir (türkisch: Yaḫšidir – „(Sehr) gut!“), diese Antwort soll er immer gegeben haben, wenn er über Staatsfragen entscheiden musste.
Der junge Schah war ein strenggläubiger Muslim und einer seiner ersten Tätigkeiten war es, dem führenden Kleriker Muhammad Bāqir al-Madschlisī Macht zu geben. Eine Serie von Maßnahmen gegen Sufi-Orden wurden eingeführt und das Verbot von Alkohol und Opium eingeführt und auch Restriktionen über das Verhalten der Frauen in der Öffentlichkeit erlassen. Den Provinzgouverneuren wurde befohlen die Scharia anzuwenden.
Bald aber wechselte die Macht von Muhammad Bāqir al-Madschlisī zu Gunsten von Sultan Hoseins Großtante Maryam Begum. Unter ihrem Einfluss wurde Hosein Alkoholiker und schenkte der Politik immer weniger Aufmerksamkeit.

## Revolten gegen Sultan Hosein
Sultan Hoseins Herrschaft war relativ ruhig, bis er einem großen Aufstand im Osten des Landes, dem heutigen Afghanistan, gegenüberstand. Die Afghanen waren in zwei große Stammeskonföderationen unterteilt, den Ghilzai und den Durrani. 1709 rebellierten die Ghilzai in Kandahar unter ihrem Führer Mir Wais Hotak und lösten sich von der safawidischen Oberherrschaft. 1716 folgten ihnen die Durrani in Herat nach und safawidische Strafexpeditionen gegen sie schlugen fehl. Doch später kämpften die Durrani gegen die Ghilzai und wurden von ihnen unter dem neuen Führer Mahmud, Sohn des Mir Wais, besiegt.
In der Zwischenzeit war Sultan Hosein mit anderen Rebellionen konfrontiert, die aus seiner Religionspolitik resultierten. Die Wiederbelebung des Schiitentums durch Muhammad Bāqir al-Madschlisī und seinen Nachfolger und Enkel Mullah Mohammed Hosein führten zu einer wachsenden Intoleranz gegenüber den Sunniten, Juden und Christen (besonders Armeniern). Der Schah erließ auch ein Gesetz, dass die Zoroastrier zwangsweise bekehrt werden sollten. 1717 bis 1720 rebellierten die Sunniten aus Kurdistan und Schirwan. In Schirwan riefen die Rebellen nach ihren sunnitischen Gefährten, den osmanischen Türken und den Lesgiern, um ihnen zu helfen. Als die Lesgier 1721 die Hauptstadt Schirwans Şamaxı einnahmen, massakrierten sie die schiitischen Einwohner samt dem Gouverneur.
Auch anderswo brachen Unruhen aus. So überfielen arabische Piraten die Inseln im persischen Golf und Seuchen brachen in den nordwestlichen Provinzen aus.

## Die Belagerung Isfahans
Trotzdem ging die Hauptgefahr von den Ghilzai aus. 1722 marschierten Mahmud und seine Armee westwärts und hatten die Hauptstadt Isfahan als Ziel vor Augen. Anstatt abzuwarten und einer Belagerung der Stadt zu widerstehen, die die kleine afghanische Armee nicht gewinnen würde, marschierte Sultan Hosein aus der Stadt, um Mahmuds Streitkräften bei Golnabad zu begegnen. Hier wurde die königliche Armee am 8. März geschlagen und floh zurück nach Isfahan. Es wurde dem Schah geraten in die Provinzen zu fliehen und dort mehr Soldaten auszuheben, doch er entschied sich in der Hauptstadt, die nun komplett von den Afghanen umstellt war, zu bleiben. Die Belagerung dauerte von März bis Oktober 1722. Da er keine Artillerie hatte, war Mahmud gezwungen die Stadt lange zu belagern, um die Perser durch Hunger zu unterwerfen. Sultan Hoseins Kommando während der Belagerung zeigte seinen übliche Mangel an Entschlossenheit und die Loyalität seiner Provinzgouverneure schwankte im Angesicht solcher Inkompetenz. In Isfahan brachen Proteste gegen ihn aus und sein Sohn Tahmasp II. wurde zum Koregenten erhoben. Im Juni schaffte es Tahmasp, aus der Stadt zu fliehen, um eine Armee in den Provinzen aufzustellen, aber der Plan wurde kaum umgesetzt. Hunger und Krankheiten zwangen am Ende Isfahan zur Aufgabe. Die Belagerung soll 80.000 Menschen das Leben gekostet haben. Am 23. Oktober dankte Sultan Hosein ab und erkannte Mahmud als neuen Schah von Iran an. Mahmud gründete die Hotaki-Dynastie.

## Gefangenschaft und Tod
Anfangs behandelte Mahmud Sultan Hosein rücksichtsvoll, aber als er geistig immer labiler wurde, begann er dem alten Schah zu misstrauen. Im Februar 1725 glaubte Mahmud einem Gerücht, wonach einer der Söhne Hoseins Safi Mirza geflohen sei, und so befahl er den Tod aller anderen safawidischen Prinzen. Als Sultan Hosein dieses Massaker stoppen wollte, wurde er verletzt, konnte aber zwei seiner Kinder retten. Mahmud verfiel dem Wahnsinn und starb am 25. April 1725.
Mahmuds Nachfolger Aschraf Khan behandelte den abgesetzten Schah mit Rücksicht. Im Gegenzug gab ihm Hosein eine seiner Töchter zur Frau. Diese Ehe legitimierte die Herrschaft Aschrafs in den Augen der Untertanen mehr. Aber Aschraf war in einen Krieg gegen das Osmanische Reich verwickelt, das ihn seinem Anspruch auf den Thron herausforderte. Im Herbst 1726 marschierte der osmanische Gouverneur von Bagdad Ahmad Pascha Richtung Isfahan und gab damit Aschraf ein Zeichen, dass er den rechtmäßigen Herrscher wieder einsetzen werde. Daraufhin ließ Aschraf Sultan Hosein hinrichten und schickte seinen Kopf mit einer Nachricht an die Osmanen.